# Egyptische mythologie van A tot Z

## A
Achnaton - Aker - Amaunet - Ammit - Amon - Amon-ra - Amset - Anat - Anubis - Anuket - Apedemak - Apis - Apepi - Astarte - Atoem - Aton - Au Set

## B
Baäl - Baälat - Banebdjedet - Bastet - Bes - Buchis

## C
Chepri - Chnoem - Chons of Chonsoe

## D
Doeamoetef

## G
Geb

## H
Hapy (Nijlgod) - Hapy (zoon van Horus) - Harmachis - Harpocrates - Hathor - Hatmehyt - Heh - Heka - Heket - Hesat - Hoe - Horus - Horus' zonen

## I
Iaret - Imhotep - Isis - Isis-Sothis - Isjtar

## K
Kebehsenoef - Kek

## M
Maa-cheroe - Maät - Mandulis - Mentoe - Meskhenet - Min - Miysis - Mnevis - Moet

## N
Nechbet - Nefertem - Neith - Nennoe - Nephthys - Noen - Noet

## O
Onuris - Osiris

## P
Ptah

## R
Ra

## S
Satet - Seb - Sekhmet - Selket - Serapis - Sesjat - Seth - Shu - Sobek - Sokaris - Sopdet

## T
Tatenen - Taweret - Thoth - Tefnut - Toëris

## W
Wadjet - Wepwawet - Werethekau